# キシナウ
- キシニョフ
- キシニョーフ
- キシニウ
- キシネウ

キシナウ（ルーマニア語: Chișinău）は、モルドバの首都で同国最大の都市。キシナウは国土の中央に位置し、市街はドニエストル川の支流ビク川の右岸に広がる。
キシナウ市は周辺の自治体と共に、県と同格のキシナウ特別市を構成する。Durlești町、Sîngera市などを含めたキシナウ特別市の人口は719,687人（2024年国勢調査速報値）。キシナウ市のみの人口は532,513人（2014年国勢調査）。

## 概要
キシナウは、「白い石の街」の愛称で呼ばれている。その別名は白い石灰岩（或いは大理石）で作られた明るい色の建物が沢山並んでいることに由来している。約565平方キロメートルの規模であり、市内は5つの地区に分けられている。
地勢は大部分が平地で、中世より葡萄栽培が盛んである。また、繊維産業や電気・機械工業、ゴムやプラスチック製造などが盛んな工業都市としても機能する一面を持つ。

## 呼称
地名はルーマニア語の "chișla" （泉）と "nouă" （新しい）に由来する。この泉は今もプーシキン通りにあり、ここから町が形成された。
かつて日本政府では、当地の呼称をロシア語発音に基づく「キシニョフ」としていたが、モルドバ政府から見直しの要請があったことを踏まえ、2022年5月13日より、公用語であるルーマニア語発音に基づく「キシナウ」に変更した。
以下の表記が用いられることもある:
- キシニョフあるいはキシニョーフ、ロシア語のКишинёвから
- キシニウ、ウクライナ語のКишинівから
- キシネウ（Kishinev）

## 地理

### 気候
ケッペンの気候区分によると、キシナウの気候は温暖湿潤気候（Cfa）に属する。夏は乾燥してやや暑く（夏季の平均気温は25℃）、冬は風が強く寒い。冬季は、氷点下になるが、-15℃以下に下がることは少ない。
北緯47度に位置するにもかかわらず、北大西洋海流の影響により、冬季の気温が高い。低緯度である北緯35度から北緯40度に位置する飛騨地方や長野県、東北地方内陸部よりも冬季の平均最低気温が高く、降雪量も少ない。
| キシナウの気候                   | キシナウの気候 | キシナウの気候 | キシナウの気候 | キシナウの気候 | キシナウの気候 | キシナウの気候 | キシナウの気候 | キシナウの気候 | キシナウの気候 | キシナウの気候 | キシナウの気候 | キシナウの気候 | キシナウの気候 |
| 月                               | 1月            | 2月            | 3月            | 4月            | 5月            | 6月            | 7月            | 8月            | 9月            | 10月           | 11月           | 12月           | 年             |
| -------------------------------- | -------------- | -------------- | -------------- | -------------- | -------------- | -------------- | -------------- | -------------- | -------------- | -------------- | -------------- | -------------- | -------------- |
| 最高気温記録 °C （°F）           | 15.5 (59.9)    | 20.7 (69.3)    | 25.1 (77.2)    | 31.6 (88.9)    | 35.9 (96.6)    | 37.1 (98.8)    | 39.4 (102.9)   | 39.2 (102.6)   | 37.3 (99.1)    | 32.6 (90.7)    | 23.6 (74.5)    | 18.3 (64.9)    | 39.4 (102.9)   |
| 平均最高気温 °C （°F）           | 0.9 (33.6)     | 2.6 (36.7)     | 8.1 (46.6)     | 15.4 (59.7)    | 22.0 (71.6)    | 25.2 (77.4)    | 27.5 (81.5)    | 27.2 (81)      | 21.5 (70.7)    | 15.1 (59.2)    | 7.5 (45.5)     | 2.3 (36.1)     | 14.6 (58.3)    |
| 日平均気温 °C （°F）             | −1.9 (28.6)    | −0.8 (30.6)    | 3.7 (38.7)     | 10.4 (50.7)    | 16.5 (61.7)    | 19.9 (67.8)    | 22.1 (71.8)    | 21.7 (71.1)    | 16.3 (61.3)    | 10.5 (50.9)    | 4.1 (39.4)     | −0.6 (30.9)    | 10.2 (50.4)    |
| 平均最低気温 °C （°F）           | −4.3 (24.3)    | −3.6 (25.5)    | 0.2 (32.4)     | 5.9 (42.6)     | 11.6 (52.9)    | 15.2 (59.4)    | 17.3 (63.1)    | 16.9 (62.4)    | 12.0 (53.6)    | 6.8 (44.2)     | 1.6 (34.9)     | −2.8 (27)      | 6.4 (43.5)     |
| 最低気温記録 °C （°F）           | −28.4 (−19.1)  | −28.9 (−20)    | −21.1 (−6)     | −6.6 (20.1)    | −1.1 (30)      | 3.6 (38.5)     | 7.8 (46)       | 5.5 (41.9)     | −2.4 (27.7)    | −10.8 (12.6)   | −21.6 (−6.9)   | −22.4 (−8.3)   | −28.9 (−20)    |
| 降水量 mm （inch）               | 36 (1.42)      | 31 (1.22)      | 34 (1.34)      | 39 (1.54)      | 46 (1.81)      | 65 (2.56)      | 62 (2.44)      | 56 (2.2)       | 62 (2.44)      | 36 (1.42)      | 37 (1.46)      | 39 (1.54)      | 543 (21.38)    |
| 降雪量 cm （inch）               | 7 (2.8)        | 6 (2.4)        | 3 (1.2)        | 0 (0)          | 0 (0)          | 0 (0)          | 0 (0)          | 0 (0)          | 0 (0)          | 0 (0)          | 1 (0.4)        | 3 (1.2)        | 20 (7.9)       |
| 平均降雨日数                     | 8              | 7              | 11             | 13             | 14             | 14             | 12             | 10             | 10             | 10             | 11             | 9              | 129            |
| 平均降雪日数                     | 13             | 13             | 8              | 1              | 0              | 0              | 0              | 0              | 0              | 0              | 5              | 11             | 51             |
| % 湿度                           | 82             | 78             | 71             | 63             | 60             | 63             | 62             | 60             | 66             | 73             | 81             | 83             | 70             |
| 平均月間日照時間                 | 74.4           | 81.9           | 124.0          | 186.0          | 254.2          | 282.0          | 297.6          | 294.5          | 225.0          | 170.5          | 75.0           | 58.9           | 2,124          |
| 出典1：Pogoda.ru.net             |                |                |                |                |                |                |                |                |                |                |                |                |                |
| 出典2：HKO (sun only 1961-1990). |                |                |                |                |                |                |                |                |                |                |                |                |                |

## 歴史
1436年、僧院の集落として創建される。モルダヴィア公国の一都市であったが、16世紀にオスマン帝国の支配下に入る。18世紀には、帝政ロシアとオスマン帝国の係争地となり、1739年と1788年にオスマン軍によって焼き払われた。

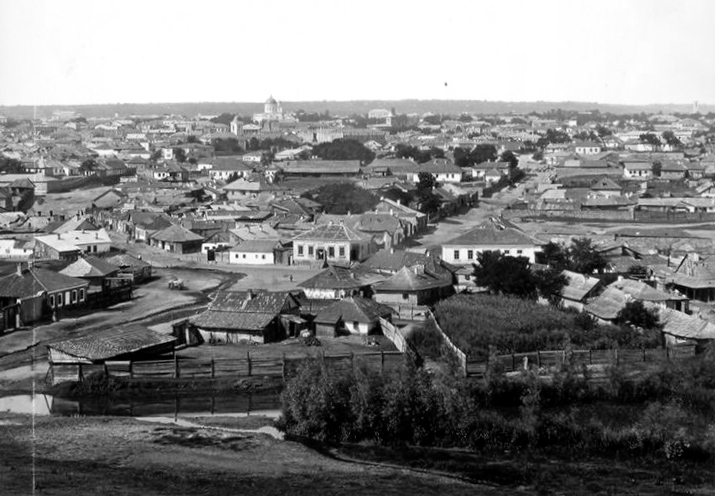
1889年のキシナウ

19世紀初頭には7,000人の暮らす小村であったが、1812年にロシア帝国がここを占領し、1818年に併合されて作られたベッサラビア州の中心都市となった後、急激に成長し、1862年の人口は92,000人。1900年の人口は125,787人で、そのうちの43パーセントがユダヤ人であった。
1873年以降はベッサラビア県の県都。1877年から1878年の露土戦争の際、キシナウはロシア帝国軍の拠点となり、重要な役割を演じた。
1834年以降、計画的な都市建設が進められた。町は大きく2つに区分けされ、新市街地では東方教会の大聖堂や凱旋門などが完成した。1870年に鉄道駅が建設され、翌1871年にティラスポリとのあいだの鉄道が開通した。
1903年4月には、近代ロシアにおける最大級のポグロムであるキシナウ・ポグロムが発生した。50人近くのユダヤ系住民が殺害されたほか、数百人が負傷し、多くのユダヤ系商店・住宅が破壊された。この事件はアメリカ合衆国など各地に報道された。
1917年のロシア革命の後、12月16日（旧暦12月2日）にモルダヴィア民主共和国の樹立が宣言されるが、キシナウはまだ地方都市程度にしか扱われていない。
1918年1月6日（旧暦1917年12月24日）にキシナウ駅でロシア帝国軍による軍事事件が発生。これを皮切りに翌2月26日（旧2月13日）、ルーマニア王国軍がベッサラビア地方へ侵攻。同年4月9日（旧3月27日）にモルダヴィア共和国がその存在を法的に潰えさせ、キシナウを含むベッサラビア地方がルーマニアに併合された。
第二次世界大戦中の1940年6月28日、独ソ不可侵条約の秘密議定書による独ソの勢力圏確定により、ソ連赤軍がキシナウに侵攻、8月2日にはキシナウを首都とするモルダビア・ソビエト社会主義共和国の樹立が宣言された。また、同年には地震が起こり、市街は大きな被害を受けた。
1941年6月22日に枢軸軍のバルバロッサ作戦が開始されると、キシナウは空襲を受けた。その後、ルーマニア軍に占領され、再びルーマニアに併合される。8月18日には、ルーマニア王ミハイとヨン・アントネスク将軍がキシナウを視察に訪れた。1944年8月24日、ソ連軍がヤッシー＝キシニョフ攻勢の反攻によりキシナウを再び占領、同所を含む地方地域はモルダビア・ソビエトへと戻された。
第二次世界大戦後、町は急速な復興を遂げた。キシナウにはソ連各地からの移住が奨励され、1944年に25,000人だった人口は、1950年には134,000人となった。

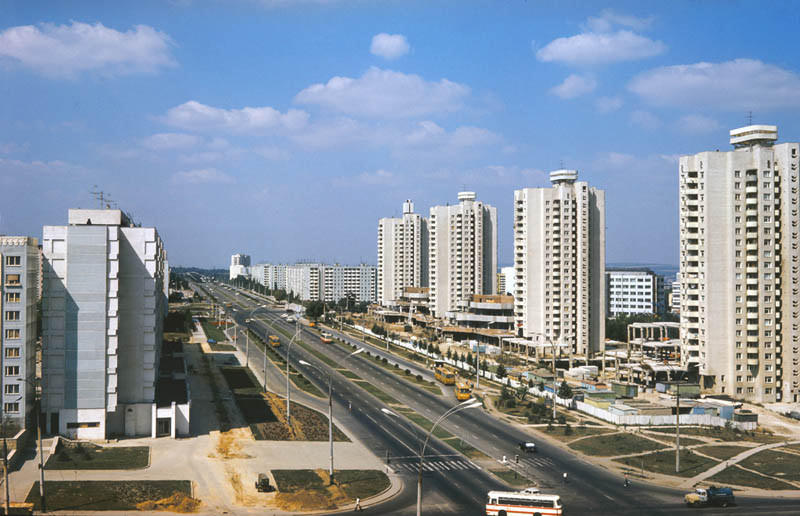
1980年のキシナウ

1980年代後半、ペレストロイカの影響からソ連の統制力が弱まり、ソ連内の構成国家が独立して行ったことを機に、1991年8月27日にモルダビア・ソビエトが「ソビエト社会主義共和国・モルドバ」（SSR Moldova）となり、のちに「モルドバ共和国」として独立。
同日より、同共和国の首都として現在に至る。

### ブランドとしてのキシナウ
キシナウは現在、商標の一つとして使用されるようになって来ている。同国に在るビール醸造企業の「エフェス・ヴィタンタ・モルドバ醸造所」は、自社で製造した商品に同都市の名を冠したビール商品である「キシナウビール」を市場に送り出しており、同商品はモルドバ国内において非常に人気の高い商品となっている。さらに、モルドバの製菓メーカーである「ブクリア社」のキャンディ商品の品揃えの一部には「夜のキシナウ」(Chișinăul de seară )と名付けられた商品が存在する。

## 政治・行政
市議会（市役所）は国家権力の地方機関となっている。

### 行政区
キシナウには35の地域が存在する。キシナウそのものが1つの自治体として成立しており、6つの都市（2つの村を含む）と14の村を含む12のコミューンが設けられている。
また、キシナウ自体は5つの地区（セクトール, Sectorul）に分けられている。
- ボタニカ地区（ルーマニア語版）
- ブイウカニ地区（ルーマニア語版）
- 中央区（ルーマニア語版）
- リスカニ地区（ルーマニア語版）
- チオカナ地区（ルーマニア語版）

## 民族構成
2004年の調査では、キシナウの人口は589,204人。
民族構成は以下の通り。
| \| 民族構成 \| 民族構成 \| 民族構成 \| 民族構成 \| 民族構成 \| \| ------------ \| ------------ \| -------- \| -------- \| -------- \| \| \| \| \| \| \| \| モルドバ人 \| モルドバ人 \| \| 67.62% \| 67.62% \| \| ロシア人 \| ロシア人 \| \| 13.92% \| 13.92% \| \| ウクライナ人 \| ウクライナ人 \| \| 8.28% \| 8.28% \| \| ルーマニア人 \| ルーマニア人 \| \| 4.49% \| 4.49% \| \| ブルガリア人 \| ブルガリア人 \| \| 1.25% \| 1.25% \| \| ガガウズ人 \| ガガウズ人 \| \| 0.91% \| 0.91% \| \| ユダヤ人 \| ユダヤ人 \| \| 0.37% \| 0.37% \| \| ポーランド人 \| ポーランド人 \| \| 0.12% \| 0.12% \| \| ロマ人 \| ロマ人 \| \| 0.07% \| 0.07% \| |              |  |        |        |
| 民族構成 |              |  |        |        |
| |              |  |        |        |
| モルドバ人 | モルドバ人   |  | 67.62% | 67.62% |
| ロシア人 | ロシア人     |  | 13.92% | 13.92% |
| ウクライナ人 | ウクライナ人 |  | 8.28%  | 8.28%  |
| ルーマニア人 | ルーマニア人 |  | 4.49%  | 4.49%  |
| ブルガリア人 | ブルガリア人 |  | 1.25%  | 1.25%  |
| ガガウズ人 | ガガウズ人   |  | 0.91%  | 0.91%  |
| ユダヤ人 | ユダヤ人     |  | 0.37%  | 0.37%  |
| ポーランド人 | ポーランド人 |  | 0.12%  | 0.12%  |
| ロマ人 | ロマ人       |  | 0.07%  | 0.07%  |

## 交通

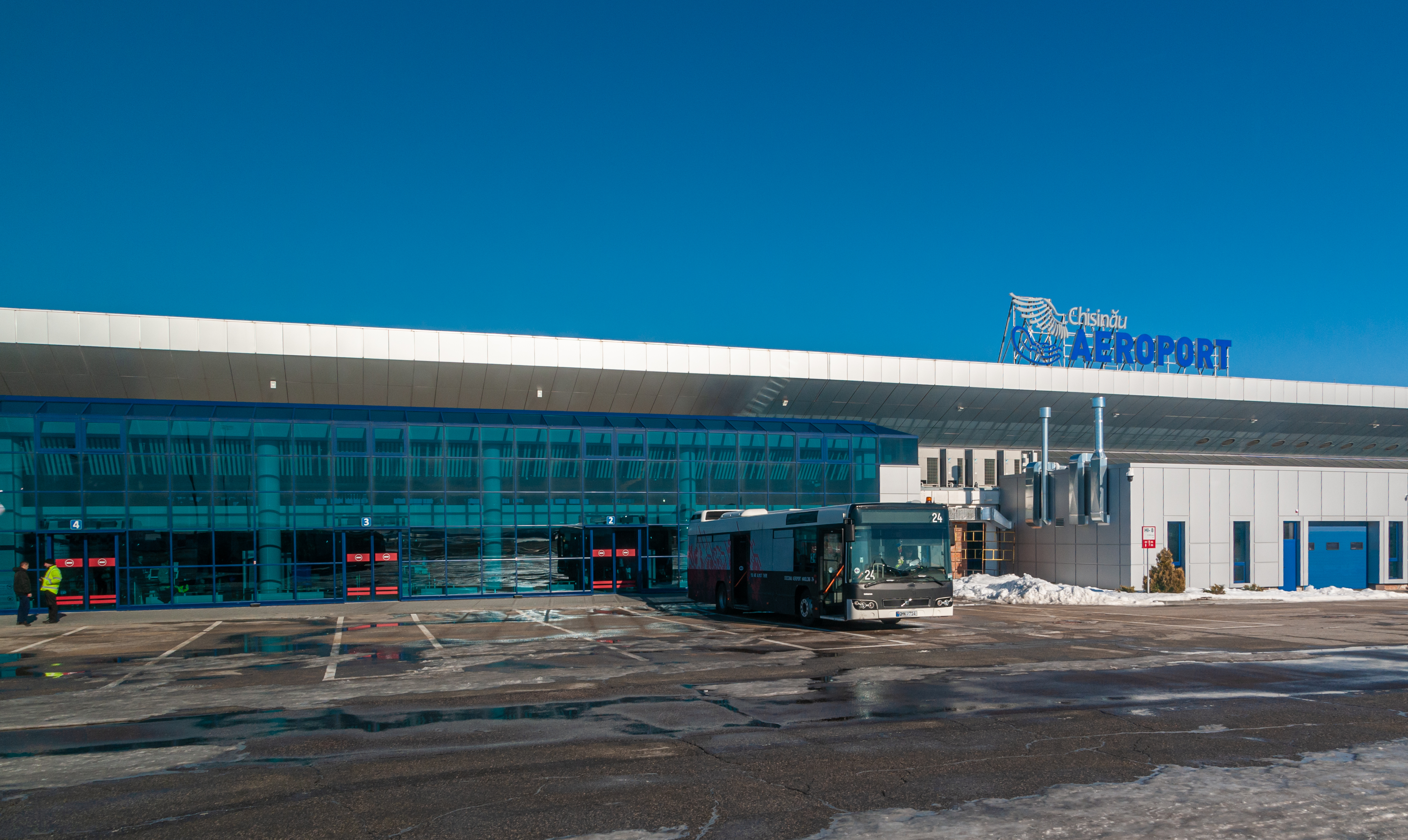
キシナウ国際空港

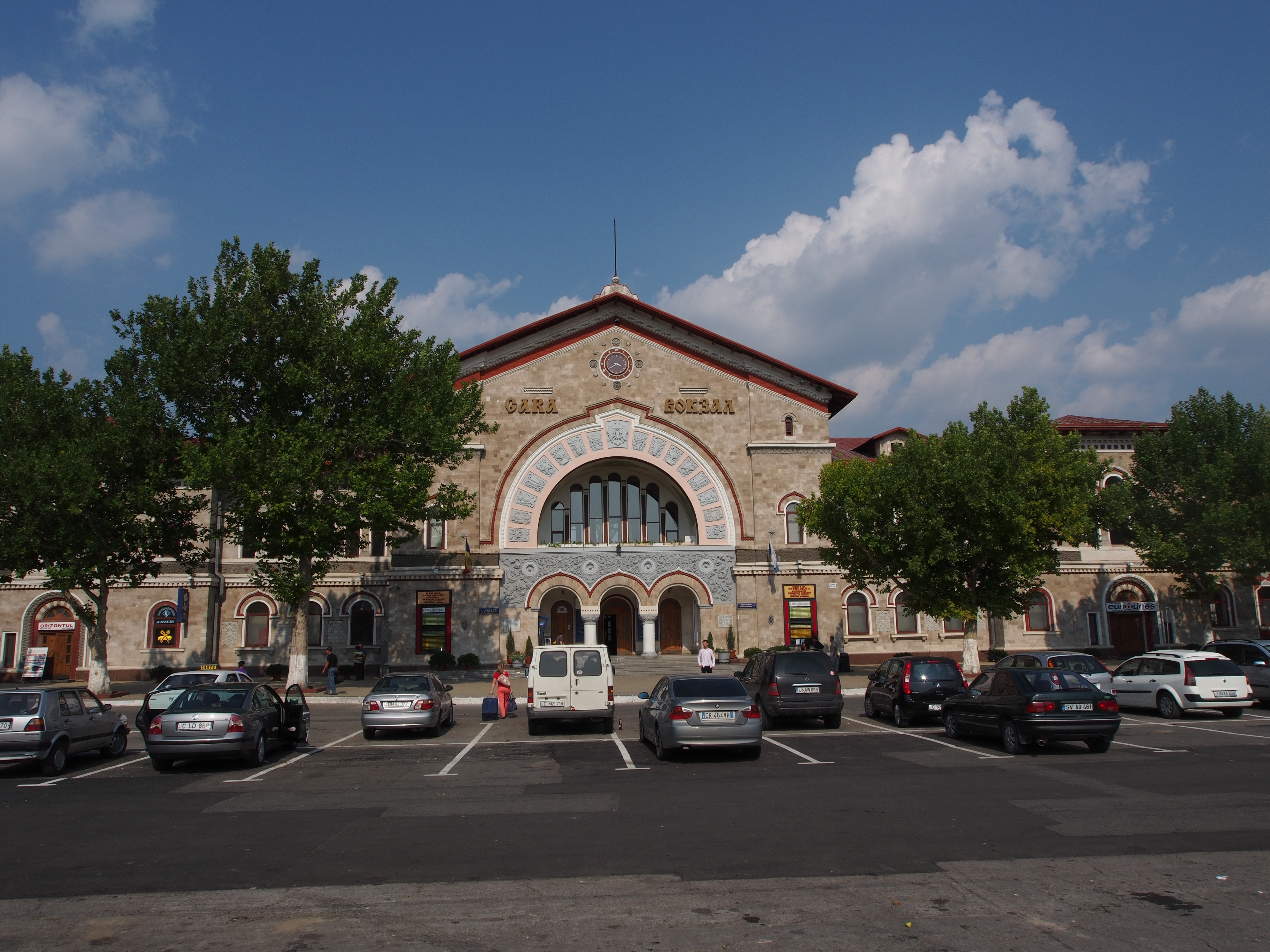
キシナウ駅

共和国のすべての自治体ならびに各都市や地区の中心部、さらに多くの村が鉄道や道路でキシナウに接続されている。
公共交通機関において道路車両はトロリーバスが主体とされており、トロリーバスはキシナウの公共交通機関におけるネットワークの中枢となる重要な部分を形成している。トロリーバスのネットワークは現時点で22路線が構成されている。
また、国内の各都市中心部だけに止まらず、ルーマニア・ウクライナ・ブルガリア・ベラルーシ・ロシアをはじめとしたヨーロッパ諸国やトルコとも国際道路で繋がっている。
空港ではキシナウ国際空港が代表されており、同空港は各所と結ばれている。
鉄道では、ブカレスト、キエフ、ミンスク、モスクワ、サンクトペテルブルク、オデッサ、サマーラ、ヴァルナへの国際列車がある。沿ドニエストル共和国をめぐる政治的問題からウクライナ方面の列車はしばしば運休する。

## 文化
基盤となっているのは隣国ルーマニアの文化だが、旧ソ連時代の前身国であるモルダビア・ソビエトから受け継いだものがそれと融合する形で独自の文化を構成している。
また、1918年以降からルーマニア文化の中心地の一部となっており、当時に運営されていた文化施設は199ヶ所に上っている。

## 建築物
キシナウに並ぶ建築物は、モダニズム建築様式と古典建築様式を重ね合わせて設けられたものが多い。

## 教育
モルドバ国立大学（1946年10月1日開設）をはじめ、36の大学と科学アカデミー（1949年10月6日開設）が存在する。
- モルドバ工科大学

## 出身者
- アルミラ・スクリプチェンコ - フランスのチェスプレーヤー
- ミハイル・ゲルシェンゾーン - ロシアの文芸批評家、評伝作家
- アヴィグドール・リーベルマン - イスラエルの政治家
- ルイス・マイルストン - アメリカの映画監督
- O-Zone - 音楽グループ

## 姉妹都市
- グルノーブル、フランス 1977年
- レッジョ・エミリア、イタリア 1989年
- マンハイム、ドイツ 1989年
- サクラメント、アメリカ合衆国 1990年
- オデッサ、ウクライナ 1994年
- ブカレスト、ルーマニア 1999年
- キエフ、ウクライナ 1999年
- エレバン、アルメニア 2000年
- ミンスク、ベラルーシ 2000年
- テルアビブ、イスラエル 2000年
- アンカラ、トルコ 2004年
- ヤシ、ルーマニア 2008年
- トビリシ、ジョージア 2011年

## ギャラリー

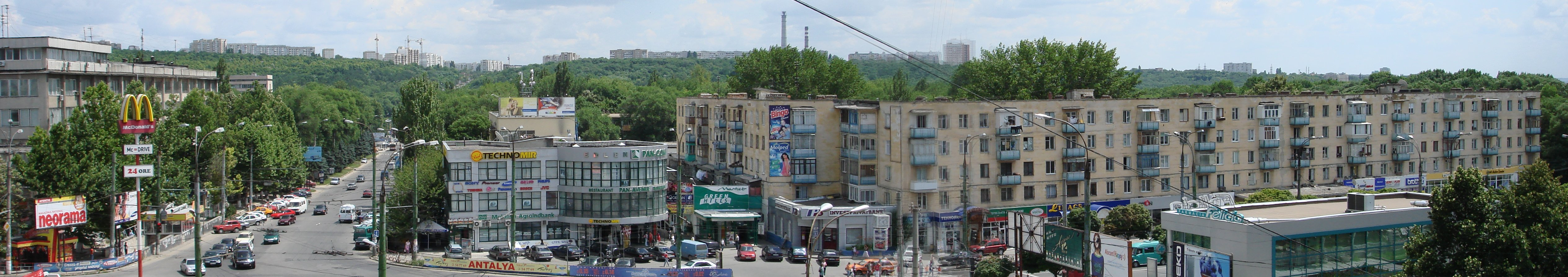
リスカニ地区のパノラマ

同都南部の夜景パノラマ

- 中心部（大聖堂付近）
- オルガンホール（国立音楽堂）
- シュテファン・チェル・マレ公園
- シュテファン・チェル・マレ公園内の噴水
- シュテファン・チェル・マレ公園の雪景色
- 中心部（シュテファン・チェル・マレ大通り、大聖堂・鐘楼）
- シュテファン大公の像（英語版）
- ヴァシレ・アレクサンドリの像 
 背景の建物は国立図書館
- グリゴリー・コトフスキー（英語版）の像 
 背景の建物はコンスタンティン・ネグルッツィ広場（ルーマニア語版）に在るホテル『コスモス』（hotelului „Cosmos”）
- 闘士の像 
 前身のモルダビア・ソビエト共和国時代、ソビエト権力の誇示を目的として設けられた
- キシナウ給水塔（英語版）
- カピトリンの狼（ルーマニア語版、英語版）の像と国立歴史博物館（ルーマニア語版、英語版）
- キシナウ市役所庁舎（ルーマニア語版、英語版）
- 立地と形状から「キシナウの門（ゲート）」と呼ばれるビル群
- ピアタ・セントラル（ルーマニア語版） 
 同都市の中央市場である
- 勝利記念と永遠の炎（ルーマニア語版、英語版） 
 第二次世界大戦とトランスニストリア戦争で殉職した兵士への巨大慰霊碑として建立された
- ソビエト連邦軍による追放者への慰霊碑（英語版）
- 国立オペラ・バレエ劇場（英語版、ロシア語版）外観
（夜間時）
- スタディオヌル・ジンブル内コート 
 （夜間運営時）
- 同都のテレビ塔 
 （夜間時の様子）
- キシナウの夜景 
 中央に聳え立つのは同都市の大規模工場の煙突